# لالار (للر وكتك)
لالار (بالفارسية: للر) هي منطقة سكنية تقع في إيران في قسم للر وكتك الريفي. يقدر عدد سكانها بـ 636 نسمة بحسب إحصاء 2016.